# Nijhoff's polder
De Nijhoff's polder (ook bekend als de Pompmolenpolder) is een voormalig waterschap in de provincie Groningen.
Het zeer kleine schap had slechts één ingeland, de heer S.S. Nijhof. In 1900 ging het op in het waterschap Oterdum. 
Waterstaatkundig gezien ligt het gebied sinds 2000 binnen dat van het waterschap Hunze en Aa's.